# Antrittsvorlesung
Die Antrittsvorlesung ist eine besondere Vorlesung und ein universitäres Ritual zu Beginn der Lehrtätigkeit von Hochschulprofessoren und Privatdozenten. Oft auch als Antrittsrede oder Habilitationsvortrag bezeichnet, war sie an deutschsprachigen Universitäten etwa ab 1500 üblich und regelmäßig auch obligatorischer Teil beim Verfahren der Habilitation und der Erteilung einer venia legendi. So verfügte z. B. Kaiserin Maria Theresia 1757, dass jeder neu bestellte Professor eine öffentliche Rede zu halten habe. Die lokalen, rechtlichen und institutionellen Voraussetzungen führten allerdings zu sehr unterschiedlichen Anforderungen und Ausprägungen. So forderten einige Universitäten nach dem Habilitationsvortrag mit Kolloquium obligatorisch noch einen zweiten, öffentlichen Vortrag, der ebenfalls Antrittsvorlesung genannt wurde. Mitunter konnten die „Antrittsleistungen“ erst später erbracht werden, und oft war die lateinische Sprache vorgeschrieben. Etliche Antrittsvorlesungen, wie z. B. jene von Schiller, hatten nachhaltige Bedeutung.
Im 20. Jahrhundert änderte sich der Charakter der Antrittsvorlesungen. Der im 19. Jahrhundert noch zentrale Prüfungs- oder Qualifikationscharakter schwand, der verpflichtend vorgeschriebene Habilitationsvortrag (als Teil des Verfahrens) und die Antrittsvorlesung wurden voneinander getrennt und letztere wurde – wenn die Tradition überhaupt noch gepflegt wird – mehr zu einem freiwilligen gesellschaftlichen Ereignis mit „Festcharakter“. Im Regelfall dauert der Vortrag 45 Minuten (die akademische Stundeneinheit) und gibt nach der Einleitung durch den Dekan eine allgemein verständliche Einführung in das Fachgebiet des Berufenen, oftmals in Form eines allgemeinverständlichen (populärwissenschaftlichen) Fachvortrags, sowie möglicherweise einen knappen Ausblick auf die geplanten Forschungsthemen. Die Veranstaltung endet meist mit einem Empfang für die Gäste der Vorlesung. Diese sind üblicherweise Professorenkollegen, Studentenvertreter und weitere Personen der Hochschul- und Forschungsumgebung des Professors.